# Adolf Tortilowicz von Batocki-Friebe

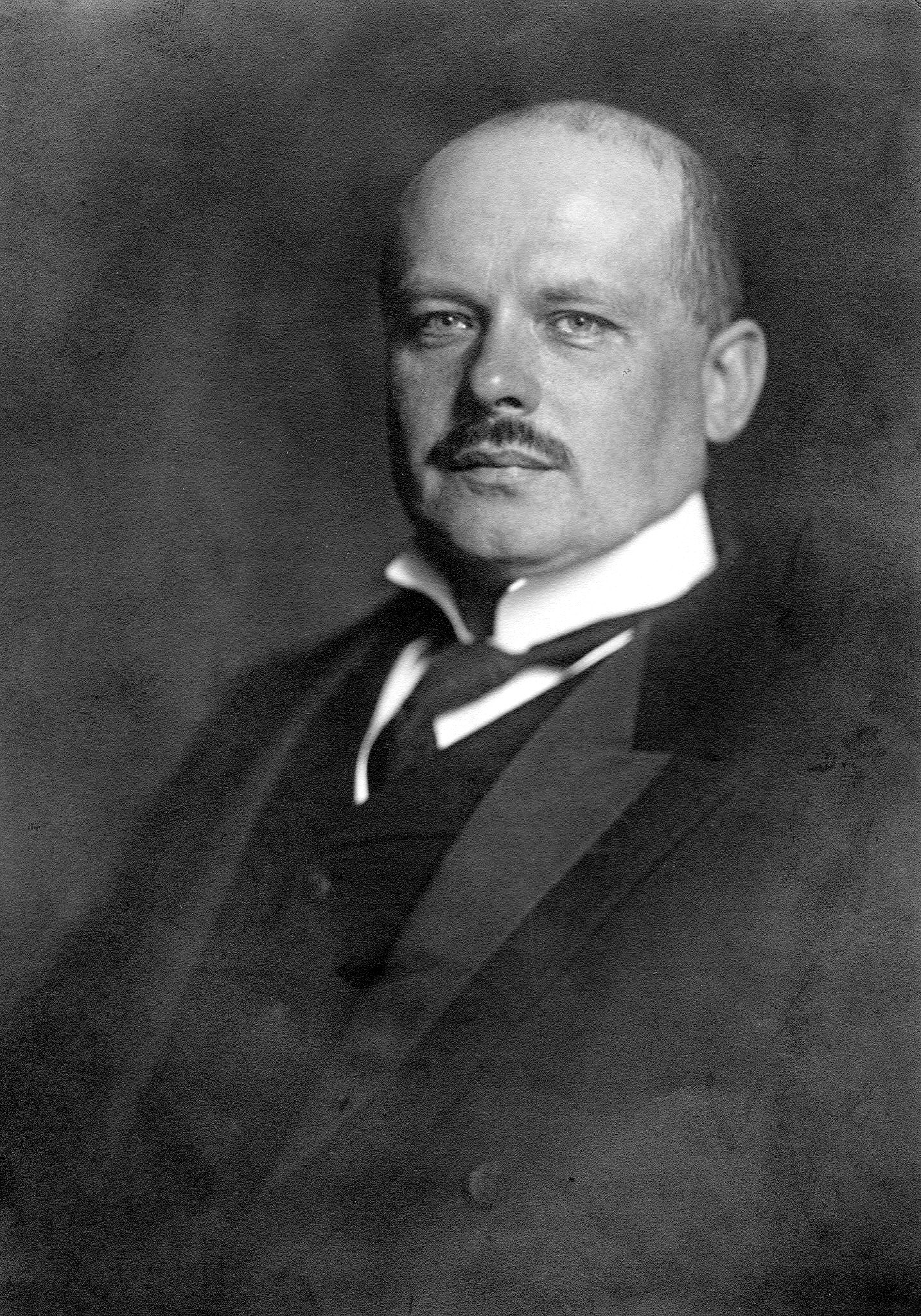
Adolf Tortilowicz von Batocki-Friebe in 1914

Adolf Max Johannes Tortilowicz von Batocki-Friebe (Bledau bij Koningsbergen, 31 juli 1868 - aldaar, 22 mei 1944) was een Pruisisch jurist en staatsman.
Hij ging naar school in Koningsbergen en studeerde vervolgens in Bonn, Straatsburg en Koningsbergen rechts- en staatswetenschappen. Hierna beheerde hij het majoraat van zijn familie. In 1892 werd hij ambtenaar te Koningsbergen. Hij was van 1900 tot 1907 landraad van het district Koningsbergen en van 1907 tot 1914 president van de vakvereniging voor de land- en bosbouw aldaar. In deze functie werkte hij samen met de eerste presidenten van de provincie Oost-Pruisen, een ambt dat hij vervolgens van 1914 tot 1916 en van 1918 tot 1919 zelf bekleedde. Hij hield zich met name bezig met de wederopbouw van zijn in de Eerste Wereldoorlog verwoeste provincie door het verstrekken van vee, zaaigoed en gereedschappen.
Hij was in 1916 en 1917 president van het Kriegsernährungsamt, in welke functie hij voedsel distribueerde en de economie centraal leidde. Vervolgens nam hij korte tijd dienst in het leger, waarna hij zijn oude functie in Oost-Pruisen weer oppakte. Hij kon door zijn goede functioneren ook na de Novemberrevolutie aanblijven, maar werd in 1919 vervangen door August Winnig.
Hij trok zich hierop terug op zijn landgoed Wosegau en werd in 1920 honorair professor van de universiteit van Koningsbergen. Van zijn Slot Bledau maakte hij een tehuis voor hulpbehoevende zieken. Adolf Tortilowicz von Batocki-Friebe stierf op 75-jarige leeftijd in 1944.
- Bibsys: 15014688
- Bibliothèque nationale de France: cb159102125 (data)
- Gemeinsame Normdatei: 116081422
- International Standard Name Identifier: 0000 0000 8353 2547
- Nationale Bibliotheek van Polen: a0000001057965
- Système universitaire de documentation: 115853359
- Virtual International Authority File: 5673371